# Buddy Guy
George "Buddy" Guy (ur. 30 lipca 1936) – sześciokrotny laureat nagrody Grammy, amerykański gitarzysta i wokalista bluesowy i rockowy. Przedstawiciel bluesa chicagowskiego. 

## Życiorys
Był jednym z kilkorga dzieci Sama i Sabel Guyów. Na gitarze nauczył się grać samodzielnie. Wybrał bluesa, muzykę, w której ideą jest improwizacja.
Zawodową karierę muzyczną rozpoczął w 1950 r. w Baton Rouge, stolicy Luizjany. W tamtym czasie największy wpływ na niego miała muzyka Muddy’ego Watersa, pioniera elektrycznego bluesa. On sam był natomiast wzorem dla Jimiego Hendriksa.

## Muzyka
Był pionierem wykorzystania sprzężenia zwrotnego w muzyce. Już w 1959 r. stosował je w czasie koncertów. Jednak nie mógł przekonać do swojego stylu muzycznego Leonarda Chessa, właściciela firmy Chess, który nie pozwalał mu na dokonywanie nagrań z wykorzystywaniem tego efektu. Dopiero sukces grupy Cream spowodował, że zrozumiał swój błąd.
W 1960 r. dołączył do plejady gwiazd legendarnej wytwórni Chess Records. Pracował z takimi legendami, jak Muddy Waters, Willie Dixon, Sonny Boy Williamson II i Little Walter, Howlin’ Wolf. Po dwóch latach nagrał album Stone Crazy, który na listach R&B zajął 12. miejsce. Pod koniec 1960 r. Buddy odszedł z Chess Records i rozpoczął pracę w Vanguard Records. Dla niej właśnie powstały takie albumy, jak A Man and the Blues, This Is Buddy Guy i Hold That Plane.
W 1970 The Rolling Stones zaprosili go do wspólnych występów podczas ich europejskiej trasy. Jego kariera rozkwitła podczas odrodzenia bluesa w latach 1980–1990, szczególnie od momentu, gdy Eric Clapton zaprosił go na prestiżową imprezę wszystkich gwiazd bluesowych "24 Nights". W 1989 r. Buddy otworzył w Chicago własny klub "Buddy Guy's Legends", który stał się miejscem kultowym dla wielbicieli bluesa. W 1991 r. Eric Clapton zaprosił Buddy’ego na występ w londyńskim "Royal Albert Hall". Koncert ten zaowocował intratnym kontraktem z wytwórnią Silverstone Records.
Kolejnym wspaniałym albumem artysty okazał się krążek Damn Right, I've Got the Blues. Natchnieniem dla tej płyty byli tacy gitarzyści, jak Jeff Beck, Eric Clapton i Mark Knopfler. Buddy zadedykował znajdujący się na niej utwór "Rememberin' Stevie" swemu staremu przyjacielowi Steviemu Rayowi Vaughanowi. W 1994 powstał kolejny album Slippin In.
W 2003 został sklasyfikowany na 30. miejscu listy 100 najlepszych gitarzystów wszech czasów magazynu Rolling Stone.
14 marca 2005 r. dołączył do Rock and Roll Hall of Fame.
Przez bluesowych krytyków album Sweet Tea z 2001 r. został uznany w styczniu 2010 r. za „najlepszy album bluesowy 10-lecia”.
Jeff Beck: Nie byłoby Jeffa Becka czy Erica Claptona, czy Jimiego Hendriksa, gdyby nie było ciebie. My zawsze słuchamy ciebie.

## Nagrody
Buddy Guy otrzymał m.in. sześć nagród Grammy oraz 24 nagrody W.C. Handy Awards, obecnie Blues Music Awards, zwanych też potocznie "bluesowymi oscarami", a także Narodowy Medal Sztuki, wręczony przez prezydenta USA za szczególnie przyczynienie się do rozpowszechnienia i wspomagania twórczości w Stanach Zjednoczonych.

## Dyskografia
| Album                                                       | Rok  | Wytwónia              |
| ----------------------------------------------------------- | ---- | --------------------- |
| Hoodoo Man Blues                                            | 1965 | Delmark               |
| Chicago/The Blues/Today! vol. 1                             | 1966 | Vanguard              |
| It’s my Life, Baby!                                         | 1966 | Vanguard              |
| I Left My Blues in San Francisco                            | 1967 | Chess                 |
| A Man and the Blues                                         | 1968 | Vanguard              |
| Coming at You                                               | 1968 | Vanguard              |
| Blues Today                                                 | 1968 | Vanguard              |
| This Is Buddy Guy (live)                                    | 1968 | Vanguard              |
| Hot and Cool                                                | 1969 | Vanguard              |
| First Time I Met the Blues-Python                           | 1969 |                       |
| Buddy and the Juniors                                       | 1970 | MCA                   |
| South Side Blues Jam                                        | 1970 | Delmark               |
| In the Beginning                                            | 1971 | Red Lightnin’         |
| Play the Blues                                              | 1972 | Rhino                 |
| Hold That Plane!                                            | 1972 | Vanguard              |
| I Was Walking Through the Woods                             | 1974 | Chess                 |
| Got to Use Your House                                       | 1979 | Blues Ball            |
| Stone Crazy                                                 | 1981 | Alligator             |
| Alone & Acoustic                                            | 1981 | Alligator             |
| Drinkin' TNT 'n' Smokin' Dynamite (live)                    | 1982 | Blind Pig             |
| DJ Play My Blues                                            | 1982 | JSP Records           |
| Dollar Done Fell                                            | 1982 | JSP Records           |
| Buddy Guy                                                   | 1983 | Chess                 |
| The Original Blues Brothers (live)                          | 1983 | Blue Moon             |
| Ten Blue Fingers                                            | 1985 | JSP Records           |
| Atlantic Blues: Chicago                                     | 1986 | Atlantic              |
| Chess Masters                                               | 1987 | Charly)               |
| Live at the Checkerboard Lounge, Chicago-1979               | 1988 | JSP Records           |
| Breakin Out                                                 | 1988 | JSP Records           |
| I Ain’t Got No Money                                        | 1989 | Flyright              |
| Alone & Acoustic                                            | 1991 | Alligator             |
| Damn Right, I've Got the Blues                              | 1991 | Silvertone/BMG        |
| Buddy's Baddest: The Best of Buddy Guy                      | 1991 | Silvertone            |
| My Time After Awhile                                        | 1992 | Vanguard              |
| The Very Best of Buddy Guy                                  | 1992 | Rhino/WEA             |
| The Complete Chess Studio Recordings                        | 1992 | Chess                 |
| Live at Montreaux                                           | 1992 | Evidence              |
| Feels Like Rain                                             | 1993 | Silvertone            |
| Six String Frenzy                                           | 1993 | Blue Knight Records   |
| Slippin’ In                                                 | 1994 | Silvertone            |
| Live: The Real Deal                                         | 1996 | Silvertone            |
| Buddy's Blues                                               | 1997 | Chess "Chess Masters" |
| Buddy’s Blues 1978-1982: The Best of the JSP Recordings     | 1998 |                       |
| As Good As It Gets                                          | 1998 | Vanguard              |
| Heavy Love                                                  | 1998 | Silvertone            |
| Last Time Around – Live at Legends                          | 1998 | Jive                  |
| This Is Buddy Guy                                           | 1998 | VMD                   |
| Blues Master                                                | 1998 | Vanguard              |
| Buddy’s Baddest: The Best of Buddy Guy                      | 1999 | Silvertone            |
| The Complete Vanguard Recordings                            | 2000 | Vanguard              |
| Every Day I Have the Blues                                  | 2000 | Purple Pyramid        |
| 20th Century Masters: The Millennium: The Best of Buddy Guy | 2001 | MCA                   |
| Sweet Tea                                                   | 2001 | Silvertone            |
| Double Dynamite                                             | 2001 | AIM Recording Co.     |
| Blues Singer                                                | 2003 | Silvertone            |
| Chicago Blues Festival 1964 (live)                          | 2003 | Stardust              |
| Jammin’ Blues Electric & Acoustic                           | 2003 | Sony                  |
| Live At the Mystery Club                                    | 2003 | Quicksilver           |
| A Night of the Blues                                        | 2005 |                       |
| Bring 'Em In                                                | 2005 | Jive                  |
| Can't Quit The Blues:Box Set                                | 2006 |                       |
| Live: The Real Deal                                         | 2006 | Sony                  |
| Skin Deep                                                   | 2008 | Sony                  |
| The Definitive Buddy Guy                                    | 2009 | Shout! Factory        |
| Living Proof                                                | 2010 | Jive                  |
| Rythm & Blues                                               | 2013 | RCA Records           |

| Album                      | Rok  | Etykieta |
| -------------------------- | ---- | -------- |
| Folk Singer                | 1964 | Chess    |
| Baby Please Don’t Go       |      | Chess    |
| The Super Duper Blues Band |      |          |
| Muddy Waters               |      | Chess    |